# Anthopterus wardii
Anthopterus wardii là một loài thực vật có hoa trong họ Thạch nam. Loài này được Ball mô tả khoa học đầu tiên năm 1884.